# Ивановский, Георгий Васильевич
Георгий Васильевич Ивановский (9 ноября 1919, Ржев, Тверская губерния — 31 августа 2013, Симферополь) — советский комсомольский, партийный деятель, организатор культуры. Участник Великой Отечественной войны. Первый секретарь Крымского обкома ВЛКСМ (1947—1949). Снят с работы в ходе Ленинградского дела. Реабилитирован, председатель Мончегорского городского совета. Начальник Крымского областного управления культуры (1964—1982). Директор Крымского Дома художника (1985—1990). Заслуженный деятель искусств Автономной Республики Крым (2004).

## Биография
Родился 9 ноября 1919 года в городе Ржеве Тверской области. В 15 лет начал работать токарем на фабрике им. Ворошилова, через 4 года он стал токарем 6-го разряда, затем мастером механического цеха. С 1936 года — член ВЛКСМ. С 1937 года секретарь комсомольского комитета фабрики. В 1938 году по командировке ЦК ВЛКСМ уехал на строительство судоремонтного завода в Заполярье, был комсоргом строительства, затем стал первым секретарем Ленинского райкома ВЛКСМ города Мурманска. Перед самой войной судоремонтный завод Главсевморпути был сдан и стал главной ремонтной базой Северного флота.
Участник Великой Отечественной войны, был призван 13 июля 1941 года. Член ВКП(б) с 1941 года. Закончил Лепельское пехотное училище, был командирован на Калининский фронт, в составе 3-й Ударной армии, в 168-м полку прославленной 24-й Железной стрелковой дивизии. Командовал миномётной батареей, затем под Сталинградом в составе 65-й армии. Был ранен, после контузии 7 месяцев лечился в госпиталях. Комиссован и уволен со службы 30 августа 1943 года. Старший лейтенант Г. В. Ивановский был награждён боевыми орденами и медалями.
С 1944 года на учёбе в Центральной комсомольской школе при ЦК ВЛКСМ, окончил учёбу с отличием в 1946 году.
В июле 1946 году был направлен на комсомольскую работу в Крым, секретарем обкома ВЛКСМ по пропаганде, с 22 мая 1947 по 15 августа 1949 года первый секретарь Крымского обкома комсомола. Депутат Крымского областного Совета депутатов трудящихся 1-го созыва (08.01.1948 – 05.01.1951). В августе 1949 года в ходе Ленинградского дела начались исключения из партии и аресты, его сняли с должности «как приспешника врага народа Н. В. Соловьева». В сентябре Ивановский был снят с должности первого секретаря обкома ВЛКСМ, выведен из членов обкома партии, из кандидатов в члены бюро обкома, исключен из состава слушателей Академии общественных наук при ЦК КПСС. Работал заместителем председателя Крымоблпотребсоюза по кадрам, заведующим оргинструкторским отделом Крымоблисполкома. В 1953 году был переведён на работу в Мурманский облисполком, после окончания Ленинградской Высшей партийной школы возглавлял Мончегорский городской совет.
В феврале 1964 года был назначен начальником Крымского областного управления культуры. За период его деятельности в Крымской области было построено более 350 клубов почти на 150 тысяч мест, открывались библиотеки и музеи, развивалась художественная самодеятельность. Была проведена паспортизация памятников истории, археологии, культуры Крыма, организована охранная работа. Ивановский способствовал открытию в Феодосии музея Александра Грина, а в Коктебеле — Дома-музея Максимилиана Волошина. В эти годы русскому драматическому театру имени М. Горького было присвоено звание академического, были построены новые здания Украинского театра и музыкального училища, театральное здание в Керчи, реконструирован концертный зал «Юбилейный» в Ялте. Более 18 лет до 1982 года возглавлял Крымское управление культуры. На пенсии с 1984 года. С 1985 по 1990 годы работал директором Крымского Дома художника.
Умер 31 августа 2013 в Симферополе.

## Награды
- Медаль За оборону Советского Заполярья"
- Медаль «За оборону Сталинграда» (1943)
- Медаль «За победу над Германией в Великой Отечественной войне 1941—1945 гг.» (1945)
- орден Трудового Красного Знамени (1948)
- орден Трудового Красного Знамени (1971) за успехи Крымской области в культурном строительстве
- Орден Отечественной войны II степени (6.04.1985)[3]
- Заслуженный деятель искусств Автономной Республики Крым (2004)[1]

## Семья
Жена - Сорокина Антонина Николаевна, (1922) в браке с 1943 года, дочери Светлана и Наталья.